# تولید شئ لایه‌ای

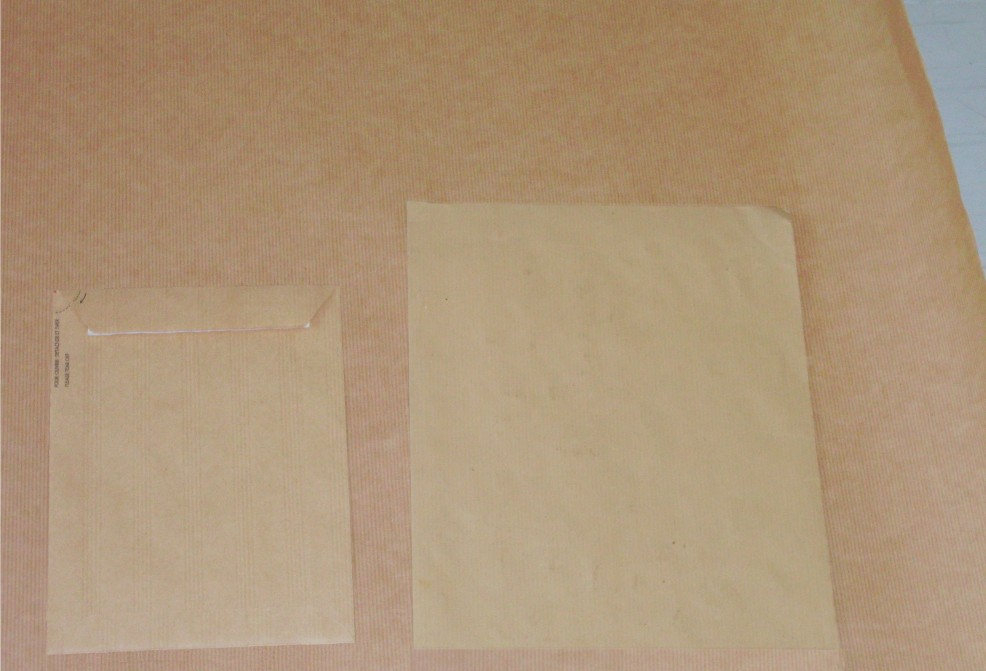
کاغذ کرافت

تولید شئ لایه‌ای (Laminated object manufacturing یا LOM) یکی از روش‌های نمونه‌سازی سریع است.
طرح آماده شده با CAD به واحد کنترل سیستم LOM وارد می‌شود. در این سیستم فرم سطح مقطع قطعه کار در یک لایه تعیین شده و این فرم توسط پرتو لیزر بر روی ماده‌ای که به صورت نواری به زیر پرتو لیزر هدایت می‌شود، بریده خواهد شد. قسمت‌های دیگر سطح نیز به صورت ضربدری توسط پرتو لیزر برش داده می‌شود که پس از کامل شدن مدل سه بعدی، بتوان مواد زائد را از مدل اصلی جدا کرد. لایه‌ای که به صورت فرم دار بریده می‌شود به لایه زیری می‌چسبد سپس یک لایه جدید بریده شده و به لایه قبلی می‌چسبد. این عملیات به صورت خودکار آنقدر تکرار می‌شود که همه لایه‌های بریده شده به هم بچسبند. قسمت‌های زائد از مدل اصلی جدا شده تا فرم نهایی آن ظاهر گردد. سطح مدل نهایی را می‌توان سنباده زد، پرداخت کرد و رنگ‌آمیزی نمود.

## تاریخچه
کیوبیک تکنولوژی در سال ۲۰۰۰ توسط مایکل فیگن که روش LOM را که یکی از روش‌های نمونه‌سازی سریع می‌باشد توسعه داده بود به وجود آمد. فیگن کمپانی Helisys را برای این کار تأسیس کرد ولی بنابر دلایل مختلف فروش محصولات موفقیت‌آمیز نبود و شرکت از لحاظ مالی دچار مشکلات عدیده‌ای شد و این شرکت در نوامبر ۲۰۰۰ بسته شد. کیوبیک تکنولوژی به عنوان جانشین هلسیس امتیاز انحصاری روش LOM را در اختیار گرفت. این شرکت دو مدل از روش LOM را ارائه کرده‌است.LOM 1015 PLUS و LOM 2030H. هر دو سیستم از لیزر CO2 استفاده می‌کنند که توان اولی ۲۵ و دومی ۵۰ وات می‌باشد.

### مراحل کار
1. پرتو لیزر کانتورهای محیطی متناظر با هر مقطع را روی ورق برش می‌دهد
2. نواحی خارجی کانتورها توسط لیزر هاشورزده و به تکه‌های مربعی کوچکی برش داده می‌شوند تا جدا کردن آن‌ها از قطعه در پایان کار راحت‌تر شود
3. غلطک حرارتی با ایجاد فشار و حرارت لایه برش داده شده را به لایه‌های قبلی می‌چسباند (مواد ورقه‌ای کاغذی معمولاً دارای یک پوشش چسبی می‌باشند)
4. سکو به اندازه ضخامت یک لایه پایین می‌رود و با دوران غلطک جمع‌کننده، ضمن جمع شدن اضافه لایه قبل، صفحه لایه جدیدی را بر روی دستگاه آماده می‌کند.
5. مراحل بالا تا برش و تا اتصال آخرین لایه به بلوک قطعه ادامه می‌یابد.[۲]

## اجزا اصلی دستگاه

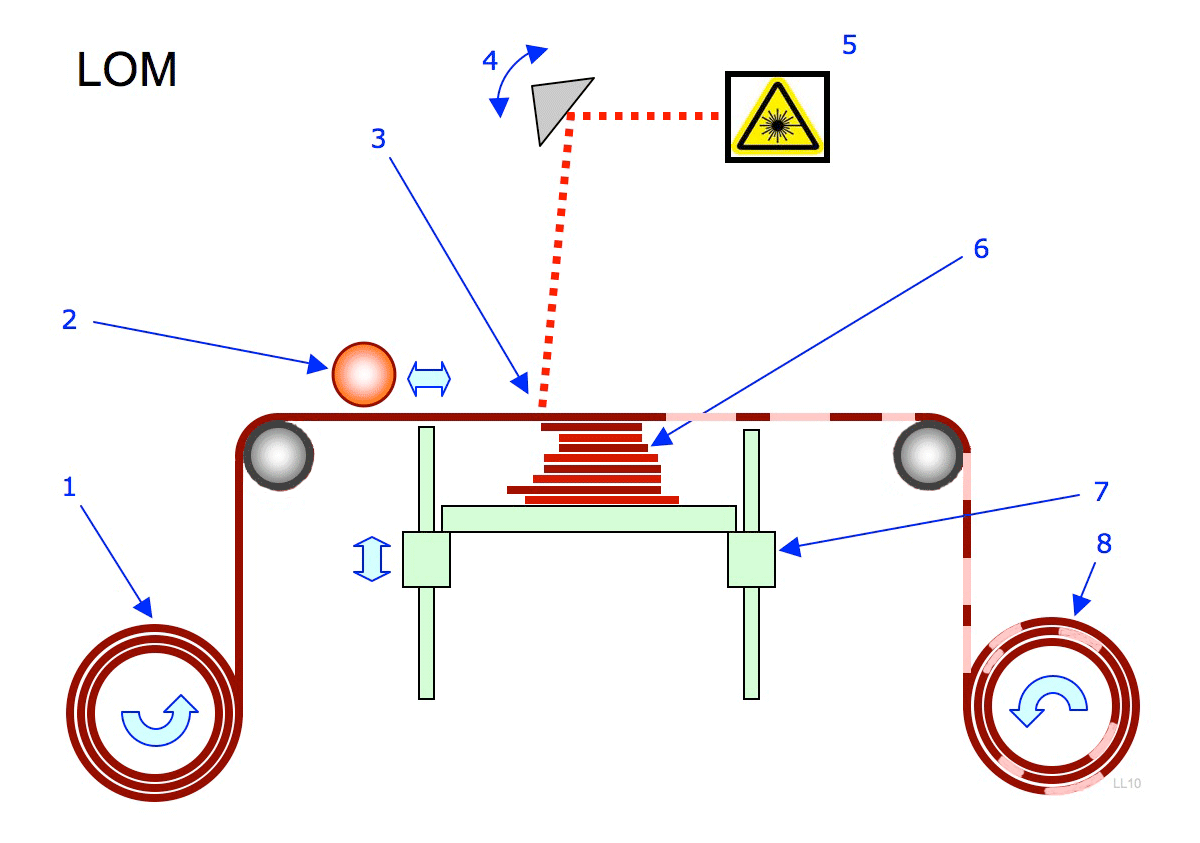
اجزا اصلی LOM

1. غلطک تغذیه مواد
2. غلطک حرارتی
3. اشعه لیزر
4. آینه
5. لیزر CO2
6. لایه‌ها
7. سکو متحرک
8. غلطک جمع‌کننده[۳]

## جنس ورق ماده خام
عمدتاً هر نوع ماده‌ای را به صورت ورق که دارای چسب مناسبی باشد می‌توان در استفاده کرد. انواع مختلف پلاستیک‌ها، فلزات و حتی سرامیک‌ها در استفاده شده‌است. اگرچه پر استفاده‌ترین ماده، کاغذ کرافت با یک لایه چسب حرارتی پایه پلی اتیلنی می‌باشد زیرا به‌طور گسترده در دسترس دارای هزینه پایین و برای محیط زیست بی‌خطر می‌باشد.

## مزایا
1. گسترده وسیع مواد
2. زمان سریع ساخت: لیزر در فرایند LOM کل سطح یک مقطع را اسکان نمی‌کند بلکه تنها مرزهای یک مقطع اسکن می‌شود بنابراین در این فرایند قطعات به ضخامت لایه بزرگ‌تر، سریع تر ساخته می‌شوند. برای همین LOM برای ساخت قطعات بزرگ و حجم مناسب است.
3. دقت بالا: دقت قابل دستیابی در فرایند LOM معمولاً کوچکتر از ۰٫۱۲۷ میلی‌متر است.
4. تکیه‌گاه :در فرایند LOM به تکیه گاه‌های اضافه نیازی نیست چرا که قطعه توسط مواد زائد موجود در اطراف خودش نگاه داشته می‌شود. این مواد در طول فرایند از قطعه جدا نمی‌شوند. بنابرین به صورت تکیه‌گاه عمل می‌کنند.
5. پخت نهایی: در فرایند LOM تبدیل پر هزینه‌ای مانند تبدیل پلیمرهای مایع به پلاستیک‌های جامد یا تبدیل پودرهای پلاستیکی به قطعات تف جوشی شده وجود ندارد. از آنجایی که تغییر فاز فیزیکی و شیمیایی در مواد ورقه‌ای عمل نمی‌شود، قطعات تمام شده عاری از هر گونه تنش پسماند یا دیگر تغییر شکل‌ها می‌باشد.

## معایب
1. تنظیم دقیق توان: توان لیزر در حین برش محیطی یا هاشورزنی باید به دقت کنترل شود تا برش فقط روی لایه جاری صورت گیرد و از نفوذ پرتو به لایه قبل و اسب دیدن ان جلوگیری گردد.
2. ساخت دیواره‌های نازک: فرایند LOM برای ساخت دیواره‌های ظریف و نازک به ویژه در جهت z چندان مناسب نیست زیرا دیوارها صلبیت لازم جهت تحمل فرایند پس پردازش و جدا کردن مواد اضافی را ندارند.
3. یکپارچگی نمونه: لایه‌های ساخته شده در فرایند LOM توسط چسب و حرارت به هم متصل می‌شوند؛ بنابراین یکپارچگی قطعه، به‌طور کامل بستگی به استحکام چسب مورد استفاده ندارد. از آنجایی که این استحکام محدود است، قطعه قادر به تحمل برهای شدید مکانیکی در برخی تنش‌های عملکردی، نمی‌باشد.
4. جدا کردن تکیه گاه‌ها (مواد اضافه): جدا کردن بلوک‌های مربعی موجود در اطراف قطعه معمولاً توسط ابزارهای نجاری صورت می‌گیرد و عملی خسته‌کننده و وقت گیر است که باید با دقت و شناختی کامل از قطعه انجام گیرد تا به قطعه آسیبی نرسد.

## کاربردها
1. تجسم:بسیاری از شرکت‌ها از LOM در ساخت قطعات با ابعاد دقیق، تنها به منظور تجسم بهره می‌بارند. مدل‌های ساخته شده توسط LOM را مانند مدل‌های چوبی، می‌توان پرداخت و رنگ‌آمیزی کرد و آن‌ها را به شکل محصول نهایی درآورد. بخاطر ارزان بودن فرایند LOM, می‌توان چندین مدل از قطعه را ساخته و از آن‌ها برای بازاریابی، آزمایش مصرف‌کننده، تست بسته‌بندی و مدل‌های فروش استفاده کرد.
2. ساخت مدل‌های دقیق: از قطعات LOM می‌توان برای بازبینی طراحی و ارزیابی فرایند استفاده نمود. این قابلیت به سازندگان فرصت می‌دهد که تغیرات دلخواه خود را در جهت بهتر کردن طراحی و عملکرد قطعه، به راحتی روی آن اعمال نمایند.
3. ساخت: ساختار قطعات LOM به گونه‌ای است که بسته به نوع ماده آب‌بندی یا پرداخت مورد استفاده می‌توان از آن‌ها در بیشتر روش‌های قالب‌سازی ثانوی به عنوان الگو یا قالب استفاده کرد که این روش‌ها عبارت اند از :ریخته‌گری دقیق، ریخته‌گری ماسه‌ای، قالب‌گیری تزریقی، قالب‌گیری سیلیکونی، شکل‌دهی در خلأ و قالب‌گیری اسپری فلزی. قطعات LOM دارای دقت قابل پیش‌بینی در کّل قطعه، پایداری و مقاومت به انقباض و تابیدگی و انعطاف‌پذیری و قابلیت تغییر شکل برای ساخت یک الگو مرجع یا قالب می‌باشند.
4. قالب‌سازی سریع(rapid tooling): قالب‌های دو تکه به راحتی توسط سیستم‌های LOM ایجاد می‌شوند. از آنجایی که مواد اولیه مورد استفاده صلب و ارزن است، ساخت قالب‌های بزرگ و پیچیده به این روش بسیار مقرون به صرفه می‌باشد.[۵]

## جستار به بیرون
- https://www.youtube.com/watch?v=dfbPRDJAanY
- https://www.youtube.com/watch?v=OCYdpb3-dpg
- http://www.cubictechnologies.com/Helisys.htm
- http://www.efunda.com/processes/rapid_prototyping/lom.cfm